# Sporophila cinnamomea
El semillero castaño, capuchino corona gris, gargantillo corona gris o espiguero de corona gris (Sporophila cinnamomea), es una especie de ave paseriforme de la familia Thraupidae perteneciente al numeroso género Sporophila. Es autóctono del centro oriental de América del Sur.

## Distribución y hábitat
Se reproduce en el noreste de Argentina (más común en Corrientes pero más local en Entre Ríos), en el oeste y extremo sureste de Uruguay (principalmente en Paysandú, Río Negro y Rocha, pero también en Artigas, Soriano y Treinta y Tres), extremo sureste de Paraguay (Itapúa y Ñeembucú) y en el extremo sur de Brasil (oeste y centro sur de Río Grande del Sur). Migrantes han sido refgistrados en Argentina (Misiones, Formosa y Buenos Aires) y a través del este de Paraguay (incluyendo Presidente Hayes), con presumibles ejemplares invernando en Brasil (Pará, Goiás, Minas Gerais, São Paulo, Mato Grosso do Sul y Paraná), y tal vez en el noreste de Paraguay.
Esta especie es considerada rara y local como reproductor en su hábitat natural (a pesar de que pueden ocurrir concentraciones si las condiciones son favorables): los pastizales húmedos poco perturbados, generalmente donde son estacionalmente inundables; migra hacia el norte en los inviernos, donde prefiere áreas húmedas de cerrado y campos con pastizales altos; hasta los 1100 m de altitud.

## Estado de conservación
El semillero castaño ha sido calificado como vulnerable por la Unión Internacional para la Conservación de la Naturaleza (IUCN) debido a que su población total, estimada entre 2500 y 10 000 individuos maduros, está fragmentada y se presume estar en decadencia como resultado de la extensa pérdida de hábitat y su fragmentación, y por causa de la captura para comercio como ave de jaula.

## Sistemática

### Descripción original
La especie S. cinnamomea fue descrita por primera vez por el ornitólogo francés Frédéric de Lafresnaye en 1839 bajo el nombre científico Pyrrhula cinnamomea; su localidad tipo es: «Río Grande (=Río Araguaia, Goiás), Brasil».

### Etimología
El nombre genérico femenino Sporophila es una combinación de las palabras del griego «sporos»: semilla, y  «philos»: amante; y el nombre de la especie «cinnamomea» proviene del latín moderno  «cinnamomeus» que significa «de color castaño».

### Taxonomía
Es monotípica. Los datos presentados por los amplios estudios filogenéticos recientes demostraron que la presente especie es próxima de Sporophila melanogaster y el par formado por ambas es próximo de un clado integrado por S. palustris, S. hypoxantha, S. ruficollis, S. pileata y S. hypochroma.